# Vengo (filme)
Vengo é um filme datado de 2000 de produção espanhola francesa alemã e japonesa. Dirigida e escrita por Tony Gatlif. Filme espanhol-francês-alemão-japonês dirigido e escrito por Tony Gatlif. É um drama musical sobre duas famílias ciganas da Andaluzia envolvidas numa antiga luta pelo poder. O filme conta com a atuação da cantora espanhola de flamenco Maria del Carmen Salazar.

## Trama
Com a dança flamenca como pano de fundo e tema cultural, o enredo principal gira em torno de uma rivalidade entre ciganos espanhóis . Caco (interpretado por Antonio Canales ) como personagem principal, deve lutar pela honra e segurança de sua família.

## Elenco
- Antonio Canales : Caco
- Orestes Villasan Rodríguez : Diego
- Antonio Dechent : Primo Alejandro
- Bobote: Habib
- Juan Luis Corrientes: Primo Tres

## Recepção
Vengo foi selecionado como filme de encerramento do 57º Festival Internacional de Cinema de Veneza  em 2000.